# پریست هاتون
پریست هاتون (به انگلیسی: Priest Hutton) یک روستا و محله مدنی در بریتانیا است که در لنکستر واقع شده‌است. پریست هاتون ۱۸۵ نفر جمعیت دارد.